# Fortul Copacabana

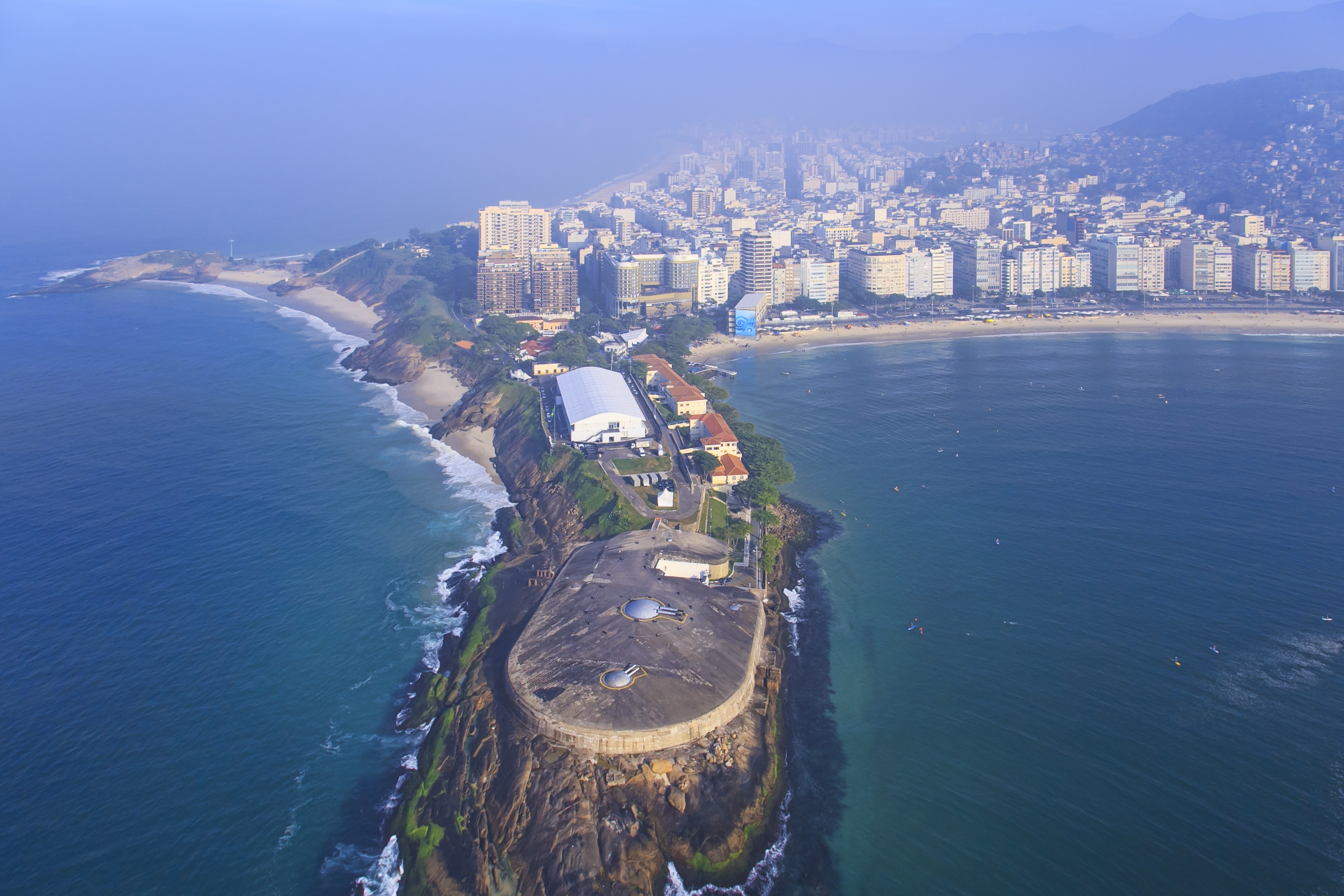
Vedere aeriană a Fortului Copacabana

Fortul Copacabana (în portugheză Forte de Copacabana) este o fostă bază militară din Rio de Janeiro, Brazilia. Se află pe un promontoriu în Golful Guanabara, la extremitatea vestică a plajei Copacabana. În prezent este deschis publicului și adăpostește Muzeul de istorie al armatei (Museu Histórico do Exército).
S-a construit din anul 1908 până în 1914 în amplasamentul fostei Capele Doamnei Noastre din Copacabana, pentru a consolida apărarea Golfului Guanabara. Echipat cu tunuri Krupp calibru 75 mm, 190 mm și 305 mm, era unul dintre cele mai puternice forturi din America latină. A fost dezafectat în 1987 și transformat într-un muzeu.
În cadrul Jocurilor Olimpice de vară din 2016 va găzdui proba de maraton de natație (10 km), proba de ciclism pe șosea și proba de triatlon.

## Legături externe
- pt  en  es  fortedecopacabana.com, site-ul oficial
- en  Venues: Copacabana Arhivat în 16 februarie 2016, la Wayback Machine. pe rio2016.com